# Anopheles gilesi
Anopheles gilesi är en tvåvingeart som först beskrevs av Peryassu 1908.  Anopheles gilesi ingår i släktet Anopheles och familjen stickmyggor. Inga underarter finns listade i Catalogue of Life.